# Anomis subrosealis
Anomis subrosealis är en fjärilsart som beskrevs av Walker 1865. Anomis subrosealis ingår i släktet Anomis och familjen nattflyn. Inga underarter finns listade i Catalogue of Life.